# Welcome to the Chum Bucket
Welcome to the Chum Bucket (укр. Ласкаво просимо до Помийного Відра) — чотирнадцята серія 2 сезону мультсеріалу «Губка Боб Квадратні Штани». Вийшла 21 січня 2002 в США, 22 вересня 2010 на телеканалі «QTV», 6 березня 2018 на телеканалі «ПлюсПлюс», 29 березня 2018 на телеканалі ТЕТ.

## Сюжет
Коли «Красті Краб» зачиняється, то Пан Крабс розповідає, що він щочетверга у вечері йде грати з Планктоном у карти й завжди виграє. На наступний день містер Крабс приходить в «Красті Крабс» зі сльозами, сказавши Бобу що він програв його. І тут приходить Планктон, щоб забрати Боба й забирає.
Коли вони прийшли в Помийне Відро, то Шелдон одразу же велів Бобу приготувати крабову петті. Й сказав, «Якщо ти не приготуєш крабову петті, то я пересаджу твій мозок у робота». Та Боб сумує за «Красті Крабсом» й не може працювати. Шелдон вже хотів пересадити мізки, та Карен йому сказала «Будь ввічливим з ним, і Боб зможе приготувати крабову петті». Спочатку Шелдон зробив кухню схожу на ту, яка в «Красті Крабсі». Та згодом всі прохання Губки Боба стали егоїстичними настільки, що пересадив мозок у робота. Та це не допомогло. І Шелдону прийшлася повернути Боба до «Красті Крабсу». Наприкінці серії, Боб ледь не відмовився від замовлення, яке йому сказав зробити Містер Крабс.

## Персонажі і озвучка
| Персонаж  | Актор в оргіналі | Актор у закадровому озвучені «QTV» | Актор у дубляжі студії «1+1» |
| --------- | ---------------- | ---------------------------------- | ---------------------------- |
| Губка Боб | Том Кенні        | Олександр Чмихалов                 | Павло Скороходько            |
| Пан Крабс | Кленсі Браун     | Ярослав Чорненький                 | Анатолій Зіновенко           |
| Планктон  | Дуг Лоуренс      | Ярослав Чорненький                 | Андрій Альохін               |
| Карен     | Джил Теллі       | Ганна Левченко                     | Катерина Буцька              |
| Сквідвард | Роджер Бампас    | Ярослав Чорненький                 | Андрій Альохін               |